# Canton (Dakota du Sud)
Pour les articles homonymes, voir Canton (homonymie).
Canton est une ville située dans le Dakota du Sud, aux États-Unis. Elle est le siège du comté de Lincoln. 

## Géographie
La ville est située au sud-est de l'État du Dakota du Sud, le long de la rivière Big Sioux qui la sépare de la localité de Beloit, dans l'Iowa.
La municipalité s'étend sur 3,22 milles carrés (8,34 km2).

## Histoire
Fondée en 1867, la ville doit son nom à Canton en Chine, dont ses fondateurs pensaient qu'elle se trouvait à l'exact opposé.

## Démographie
Sa population était de 3 057 habitants au recensement de 2010.
| 1880 | 1890  | 1900  | 1910  | 1920  | 1930  |
| ---- | ----- | ----- | ----- | ----- | ----- |
| 675  | 1 101 | 1 943 | 2 103 | 2 225 | 2 270 |

| 1940  | 1950  | 1960  | 1970  | 1980  | 1990  |
| ----- | ----- | ----- | ----- | ----- | ----- |
| 2 518 | 2 530 | 2 511 | 2 665 | 2 886 | 2 787 |

| 2000  | 2010  | - | - | - | - |
| ----- | ----- | - | - | - | - |
| 3 110 | 3 057 | - | - | - | - |

## Population et société

### Personnalités liées à la ville
- Ernest Orlando Lawrence, physicien, lauréat du prix Nobel de physique en 1939, y est né en 1901.
- Tim Johnson, homme politique, y est né en 1946.